# A. den Doolaard
A. den Doolaard (født 7. februar 1901 i Zwolle, død 26. juni 1994 i Hoenderloo), var et pseudonym for den nederlandske forfatter Cornelis Johannes George (Bob) Spoelstra jr.
Den Doolaard advarede tidligt mod facisme og blev udvist fra Østrig og nægtet adgang til Tyskland og Italien på grund af sine frittalende artikler, da disse lande lå under fascistisk styre. Han skrev blandt andet bogen Fremtiden i dine hænder sammen med fotografen Cas Oorthuys.